# Semberg

Lage des gemeindefreien Gebiets Semberg im Landkreis Bamberg

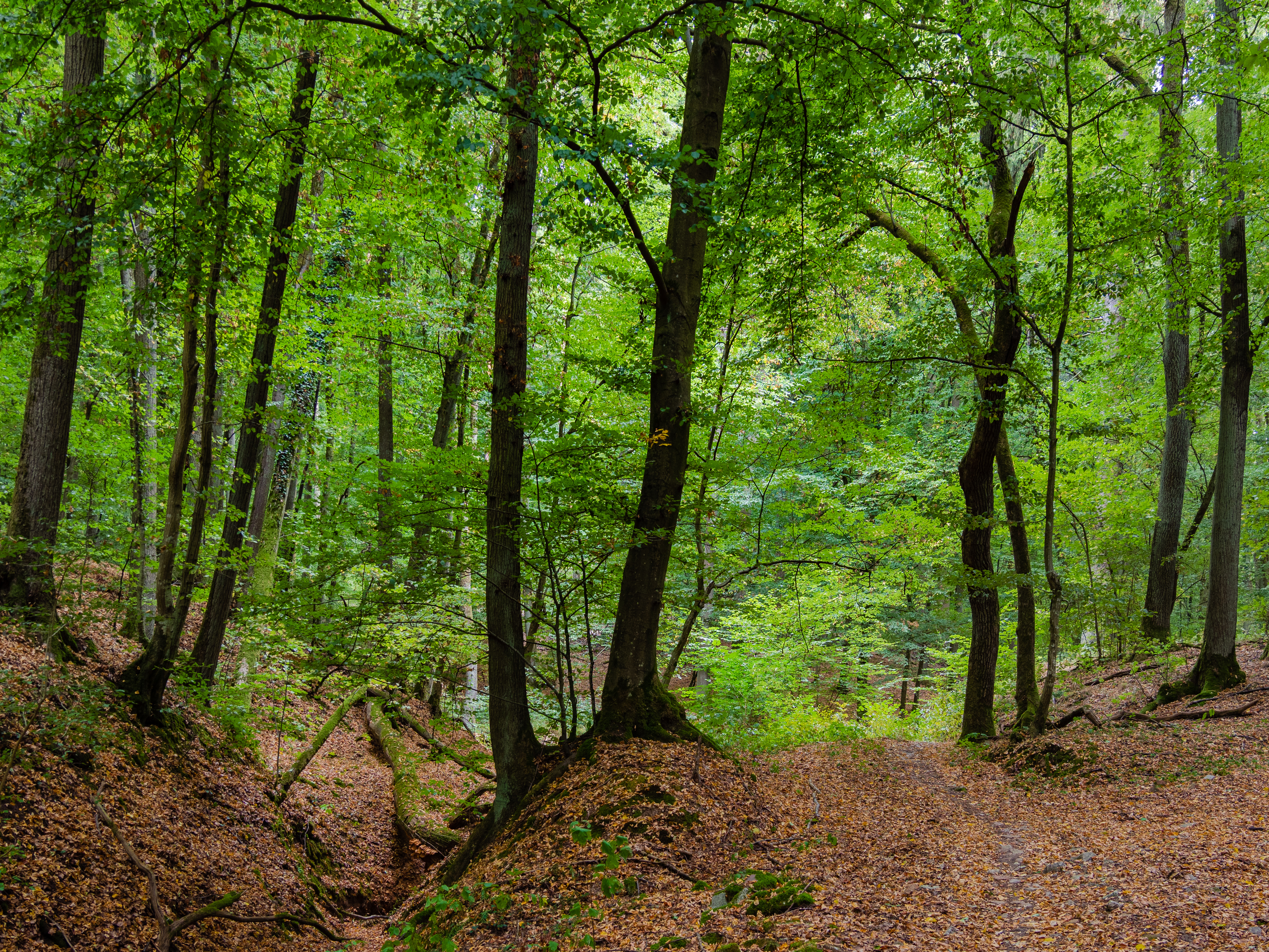
Burgstall Semberg

Semberg ist ein 4,5 km² großes gemeindefreies Gebiet im Landkreis Bamberg in Bayern und zählt zur Metropolregion Nürnberg.

## Geographie
Das Forstgebiet liegt nördlich von Bamberg bei Kemmern. Auf dem namensgebenden Berg befindet sich eine historische Wallanlage.